# Artefakt (mätteknik)
Artefakt, eller mätstörningar, kallas det när man får missvisande mätvärden. De mönster man med hjälp av instrumenten iakttar härstammar då inte från de fenomen man önskar undersöka. Dessa kan bero på olika saker, men brukar delas upp i biologiska och yttre artefakter. Liksom andra artefakter är de mätande avbildningarna åstadkomna av människor, medvetet eller omedvetet.

## Biologiska artefakter

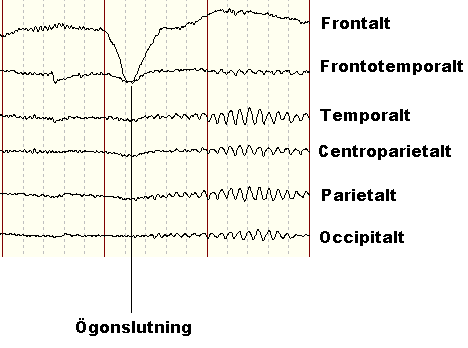
Ett normalt EEG hos en vuxen individ under avslappnad vakenhet. Mellan varje tjockt streck är det en sekund. I början har personen ögonen öppna. När han stänger dem framträder de så kallade alfavågorna. Den stora deflektionen i den översta EEG-kanalen är en artefakt från ögonslutningen.

Detta är störningar som uppstår genom elektriska signaler som inte kommer från hjärnan. Exempel är ögonrörelser (bilden), hjärtslag och muskelspänningar.

## Yttre artefakter
Yttre artefakter är störningar som mäts som har tekniska eller fysiska orsaker:
- Elektroderna är inte fästa riktigt eller är dåligt jordade, så kallad resistiva störningar. När det är jordfel så ser man ofta störningar på 50 eller 60 Hz, beroende på vilken frekvens strömmen har i landet. I Sverige är det 50 Hz.
- Det uppstår elektromagnetiska fält som inducerar strömmar i ledningarna, så kallad induktiva störningar. Dessa kan minimeras genom att göra ledningarna små.
- De så kallade kapacitiva störningarna som kan uppstå bildas mellan patienten och strömförande ledningar i närheten. Dessa minimeras genom att man avskärmar patienten från elektriska apparater och förstärker de uppmätta signalerna.[1]